# Valentino Kanzyani
Valentino Kanzyani (pravo ime Tine Kocjančič), slovenski didžej in producent, * 27. julij 1975, Koper. 
Njegov oče je bil Danilo Kocjančič.